# Rechtssociologie
De rechtssociologie is een onderdeel van de sociologie waarbinnen onderzoek wordt verricht naar de wisselwerking tussen het recht en de samenleving.
Thema's binnen het vakgebied zijn onder meer:
- de relatie tussen waarden, normen en sancties,
- de manier waarop normen betekenis krijgen binnen bepaalde culturen en maatschappelijke structuren,
- de rol van instituties in (de vorming van) patronen van denken en handelen,
- het verloop van processen van socialisatie
- de effecten van juridisering van conflicten
- de verschillen tussen formeel recht en recht in de praktijk.

Onderwijs en onderzoek op het gebied van rechtssociologie vindt voornamelijk plaats aan universiteiten met een faculteit Rechtsgeleerdheid.